# Karl Wilhelm Friedrich von Schlegel
Karl Wilhelm Friedrich von Schlegel (Hannover, 10 de març de 1772 - Dresden, 12 de gener de 1829) fou un poeta alemany, crític i savi. Fou el germà petit d'August Wilhelm von Schlegel.

## Vida i obres
Schlegel nasqué a Hannover. Estudià dret a Göttingen i Leipzig, però a la fi es dedicà totalment als estudis literaris. Publicà el 1797 la important obra Die Griechen und Römer (Els grecs i els romans), a la qual succeí el suggestiu Geschichte der Poesie der Griechen und Römer (La història de la poesia dels grecs i dels romans) (1798). A Jena, on ensenyava com a Privatdozent (professor adjunt) a la universitat, escriví per a l'Athenaeum els aforismes i assaigs on quedaren establerts definitivament els principis de l'escola romàntica. Ací també escriví Lucinde (1799), una novel·la romàntica inacabada, que té interès com a provatura d'aplicació a l'ètica pràctica de l'exigència d'absoluta llibertat individual pròpia del Romanticisme, i Alarcos, una tragèdia (1802) en la qual, sense gaire èxit, combinà elements romàntics i clàssics.
El 1802 se n'anà a París, on publicà la revista Europa (1803), ensenyà filosofia i dugué a terme estudis orientals, alguns resultats dels quals incorporà al llibre Über die Sprache und Weisheit der Indier (Sobre la llengua i la sapiència dels indis) (1808). El mateix any que aparegué aquesta obra, ell i la seva muller Dorothea (1763-1839), filla de Moses Mendelssohn, es convertiren al catolicisme, i des d'aleshores cada cop s'oposà més als principis de la llibertat en política i religió. Se n'anà a Viena i el 1809 fou nomenat secretari de la cort imperial i del despatx de l'arxiduc Carles.
A la darrera època, fou canceller de la legació a l'ambaixada austríaca davant la dieta de Frankfurt, però el 1818 se'n tornà a Viena. Mentrestant, havia publicat el seu recull de Geschichte (Històries) (1809) i dues sèries de lectures, Über die neuere Geschichte (Sobre la nova història) (1811) i Geschichte der alten und neuen Literatur (Sobre l'antiga i la nova literatura) (1815). Quan hagué tornat a Viena des de Frankfurt, publicà Concordia (1820-1823), i començà la publicació de les seves Sämtlichte Werke (Obres selectes). També donà a la impremta les seves lliçons, que es reeditaren en la seva Philosophie des Lebens (Filosofia de la vida) (1828) i en el seva Philosophie der Geschichte (Filosofia de la història) (1829). Es morí l'11 de gener 1829 a Dresden.
A Friedrich Schlegel i al seu germà August Wilhelm els pertany un lloc permanent en la història de la literatura alemanya com a capdavanters crítics del Romanticisme, que n'obtingué la majoria dels seus principis rectors, tant sobre els trets de l'edat mitjana, com sobre els mitjans de l'expressió literària. Dels dos germans, Friedrich fou indiscutiblement el geni més original. Fou el vertader fundador de l'escola romàntica; a ell li devem més que a cap altre membre de l'escola les idees revolucionàries i germinals que influïren tan profundament el desenvolupament de la literatura alemanya al principi del segle xix.
L'esposa de Friedrich Schlegel, Dorothea, fou l'autora d'una novel·la sentimental sense acabar, Florentin, una Sammlung romantischer Dichtungen des Mittelalters (Col·lecció d'escrits romàntics de l'edat mitjana) (2 vols., 1804), una versió de Lother und Maller (1805), i una traducció de Corinne de Madame de Stäel (1807-1808), totes les quals aparegueren sota el nom del seu marit. Del seu primer matrimoni tingué un fill, Philopp Veit, que arribà a ésser un pintor destacat.

## Lingüista
Com a fruit del seu estudi del sànscrit i de la cultura de l'Índia a París, escriví Über die Sprache und Weisheit der Indier. Amb aquesta obra, oblidat William Jones, Schlegel esdevingué pioner de la lingüística comparativa, el nom de la qual creà (vergleichende Grammatik), i dels estudis de les llengües indoeuropees i influí també en els filòsofs i historiadors alemanys. Schlegel volia que el coneixement de l'Índia influís a Europa com el coneixement del grec al Renaixement, i estava segur que la transcendència dels resultats d'aquesta influència no seria inferiors a la dels estudis d'humanitats en el Renaixement. Fou després de llegir l'obra de l'Schlegel sobre la cultura de l'Índia que Franz Bopp començà a estudiar sànscrit i que arribà a formular els principis concrets i sistemàtics de l’anàlisi lingüisticocomparativa.